# 斯維諾盧日卡河
斯維諾盧日卡河（烏克蘭語：Свинолужка），是烏克蘭的河流，位於該國北部日托米爾州，屬於米卡河的支流，發源自小戈爾巴沙和特羅科維齊之間，河道全長31.5公里，流域面積189平方公里。